# Emanuele Lupi
Emanuele Lupi (né le 3 janvier 1969 à Pontedera) est un coureur cycliste italien, professionnel en 1998 et 1999.

## Biographie
Fort d'une soixantaine de victoires chez les amateurs, Emanuele Lupi s'impose sur le classement général de la Semaine cycliste bergamasque devant des coureurs professionnels en 1997, puis intègre en septembre de cette année l'équipe Amore & Vita en tant que stagiaire. Il remporte une étape du Tour de Pologne et devient professionnelle dans cette équipe en 1998. Il passe près de la victoire à plusieurs reprises, se classant deuxième du Giro del Medio Brenta, deuxième d'étape et troisième du classement général du Regio-Tour, troisième de la Coppa Agostoni. Il court en 1999 pour Vini Caldirola-Sidermec. Il s'engage pour la saison 2000 avec l'équipe Linda McCartney, qu'il quitte dès le mois de mai,.

## Palmarès
- 1987
  - 3e de la Coppa Pietro Linari
- 1994
  - Coppa Ciuffenna
  - 3e de Milan-Rapallo
- 1995
  - Coppa 29 Martiri di Figline di Prato
  - 3e de Florence-Viareggio
- 1996
  - Trofeo Gianfranco Bianchin
  - Coppa Ciuffenna
  - 2e du Gran Premio Capodarco
  - 3e de Florence-Viareggio
- 1997
  - Semaine cycliste bergamasque :
    - Classement général
    - 6e étape

  - 2e étape du Tour de Pologne
  - Giro del Belvedere
  - 2e du Trofeo Zsšdi
  - 2e du Trofeo Torino-Biella
- 1998
  - 2e du Giro del Medio Brenta
  - 3e du Regio-Tour
  - 3e de la Coppa Agostoni